# Hólyaghúzó anyagok

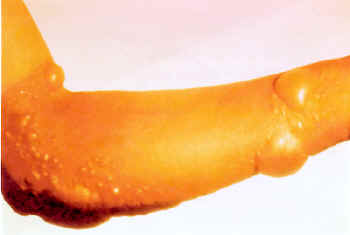
Elnevezésük onnan ered, hogy súlyos kémiai égést képesek okozni, ami fájdalmas hólyagokat eredményez az érintettek testén

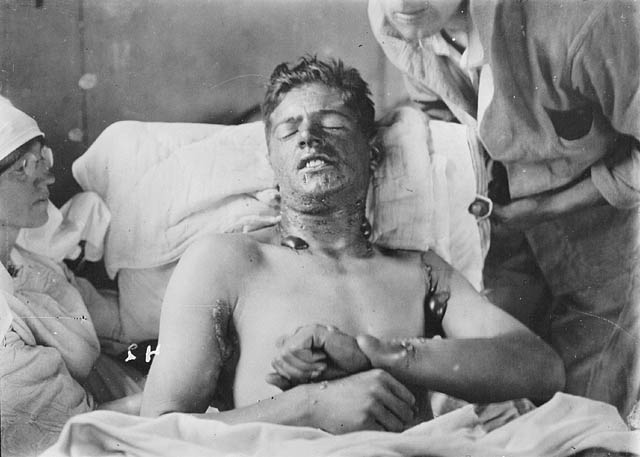
Közepes mustárgáz égést szenvedett első világháborús katona. Nyakán, hónalján és kezén láthatóak a jellegzetes hólyagok

A hólyaghúzó anyagok, vagy másképpen hólyagképző anyagok olyan kémiai vegyületek, amelyek súlyos bőr-, szem- és nyálkahártya-irritációt és fájdalmat okoznak. Elnevezésük onnan ered, hogy súlyos kémiai égést képesek okozni, amely fájdalmas hólyagokat eredményez az érintettek testén. Bár a kifejezést gyakran használják nagyszabású, kémiai vegyszerömlések vagy kémiai harcanyagok okozta égésekkel kapcsolatosan, néhány természetben előforduló anyag, mint például a kantaridin is hólyagképzőszer (vesicant). Egyes, természetben előforduló anyagok – mint amilyen a furanokumarin – is okoznak hólyaghúzószerű hatásokat indirekt módon, például úgy, hogy nagymértékben megnövelik a bőr fényérzékenységét. A hólyaghúzó anyagok orvosi felhasználása is ismeretes, például szemölcseltávolítás; azonban még kis mennyiségben lenyelve is végzetes lehet.

## Vegyi hadviselésben alkalmazott hólyaghúzó anyagok
A legtöbb hólyaghúzó anyag az alábbi három csoportba sorolható:
- Kén-mustárok - Kénalapú hatóanyag család, beleértve az úgynevezett mustárgázt.
- Nitrogén-mustárok - A kén-mustárokhoz hasonló szerek családja, de kén helyett, a nitrogénen alapulnak.
- Lewisite – Egy korai hólyaghúzószer, amelyet kifejlesztettek, de végül nem használtak az első világháborúban. Az 1940-es években elavulttá tette a britek által kifejlesztett anti-lewisite.

Esetenként, a foszgén oxim is a hólyaghúzó ágensek között szerepel, jóllehet, helyesebben inkább csalánméregnek nevezik.

## Hatások
A fegyverként használt hólyaghúzó anyagok számos életveszélyes tünetet okozhatnak, beleértve:
- Súlyos bőr-, szem-, illetve nyálkahártya-irritáció és fájdalom
- Bőr eritéma (bőrpír) nagy, folyadékkal telt hólyagokkal, amelyek lassan gyógyulnak, és akár el is fertőződhetnek.
- Könnyezés, kötőhártya-gyulladás, szaruhártya-károsodás
- Enyhe légzési nehézségtől kezdve akár markáns légúti károsodás

Minden jelenleg ismert hólyaghúzó anyag nehezebb a levegőnél, és könnyen felszívódik a szemen, a tüdőn és a bőrön keresztül. A kén-mustárok hatásai általában késleltetettek; a gőznek való kitettség 4-6 óra elteltével válik nyilvánvalóvá, a bőrnek való kitettség 2-48 óra múlva. A lewisite hatásai azonnaliak.

## Fordítás
- Ez a szócikk részben vagy egészben  a   Blister agent című angol Wikipédia-szócikk fordításán alapul.  Az eredeti cikk szerkesztőit annak laptörténete sorolja fel. Ez a jelzés csupán a megfogalmazás eredetét és a szerzői jogokat jelzi, nem szolgál a cikkben szereplő információk forrásmegjelöléseként.

## Külső hivatkozások
- Medterms.com Archiválva 2012. augusztus 9-i dátummal a Wayback Machine-ben
- Medical Aspects of Biological and Chemical Warfare, Chapter 7: Vesicants